# Operclipygus punctiventer
Operclipygus punctiventer (лат.) — вид мелких жуков-карапузиков из подсемейства Histerinae, (Exosternini). Южная Америка: Белиз, Гондурас, Коста-Рика, Панама, Эквадор.

## Описание
Длина 1,93—2,40 мм, ширина 1,75—2,06 мм. Цвет красновато-коричневый. От близких видов отличается следующими признаками: внешняя боковая метавентральная полоса хорошо развита, простирается от мезометавентрального шва по крайней мере до метавентральной середины; метавентральные точки присутствуют на большей части метавентрального диска; мезовентрит усечённый, не отчётливо выемчатый; эдеагус параллельносторонний по всей длине, довольно тупо закруглен в вершине; надглазничная полоса полная; апикальные точки надкрылий в основном ограничены апикальным краем. Вид был впервые описан в 2013 году энтомологами Майклом Катерино (Michael S. Caterino) и Алексеем Тищечкиным (Santa Barbara Museum of Natural History, Санта-Барбара, США). Вид O. punctiventer был отнесён к группе видов Operclipygus sejunctus, близок к виду Operclipygus sejunctus.